# Fotbalový areál Šardice
Fotbalový areál Šardice – stadion piłkarski w Šardicach, w Czechach. Obiekt powstał w 1958 roku, w latach 1965–1969 wybudowana została trybuna główna. Stadion może pomieścić 1200 widzów. Swoje spotkania rozgrywają na nim piłkarze klubu FK Šardice. W 1999 roku obiekt był jedną z aren Mistrzostw Europy U-16 (rozegrano na nim jedno spotkanie fazy grupowej tego turnieju – 25 kwietnia 1999 roku: Dania – Anglia 0:1); w 2001 roku rozegrano na stadionie także jeden mecz fazy grupowej rozgrywek o Puchar Regionów UEFA (18 czerwca 2001 roku: Irlandia – Płowdiw 0:2).